# Liste der römischen Kaiserinnen
In dieser Liste sind nur die Kaiserinnen aufgenommen, die den Titel einer Augusta getragen haben.
|  | Kaiserin                                     | Zeit                  | Anmerkungen |
|  | -------------------------------------------- | --------------------- | --- |
|  | Livia Drusilla                               | 14–29                 | Gattin des Augustus |
|  | Antonia minor                                | 37                    | Tochter des Marcus Antonius, Mutter des Claudius |
|  | Iulia Agrippina                              | 50–59                 | Gattin des Claudius und Mutter Neros |
|  | Poppaea Sabina                               | 63–65                 | Gattin des Nero |
|  | Claudia                                      | 63                    | Tochter des Nero und der Poppaea Sabina |
|  | Statilia Messalina                           | 66–68                 | Gattin des Nero |
|  | Flavia Iulia                                 | 79(?)–89(?)           | Tochter des Titus und Gattin des Titus Flavius Sabinus |
|  | Domitia Longina                              | 81–96                 | Gattin des Domitian |
|  | Ulpia Marciana                               | 100/105–112           | Schwester des Trajan |
|  | Pompeia Plotina                              | 100/105–123           | Gattin des Trajan |
|  | Salonia Matidia maior                        | 112–119               | Tochter der Ulpia Marciana und Nichte des Trajan |
|  | Vibia Sabina                                 | ca. 128(?)–ca. 136(?) | Gattin des Hadrian |
|  | Annia Galeria Faustina                       | 138–140               | Gattin des Antoninus Pius |
|  | Annia Galeria Faustina filia                 | 147–176               | Tochter des Antoninus Pius; Gattin des Mark Aurel |
|  | Annia Aurelia Galeria Lucilla                | 163(?)–181/182        | Tochter des Mark Aurel und Gattin des Lucius Verus |
|  | Bruttia Crispina                             | 178–192               | Gattin des Commodus |
|  | Flavia Titiana (?)                           | 193                   | Gattin des Pertinax; er lehnte den vom Senat angetragenen Augusta-Titel für Titiana ab; dieser erscheint aber gelegentlich auf Inschriften und Münzen.         |
|  | Manlia Scantilla                             | 193                   | Gattin des Didius Iulianus |
|  | Didia Clara                                  | 193                   | Tochter des Didius Iulianus; Gattin des Cornelius Repentinus                                                                                                   |
|  | Iulia Domna                                  | 193–217               | Gattin des Septimius Severus |
|  | Publia Fulvia Plautilla                      | 193–217               | Gattin des Caracalla |
|  | Iulia Soaemias Bassiana                      | 218–222               | Mutter des Elagabal |
|  | Iulia Maesa                                  | 218–224(?)            | Großmutter des Elagabal und Severus Alexander, Regentin 222–224 mit Julia Mamaea                                                                               |
|  | Iulia Cornelia Paula                         | 220–220/221           | Erste Gattin des Elagabal |
|  | Iulia Aquilia Severa                         | 220–220/221           | Zweite und vierte Gattin des Elagabal |
|  | Annia (Aurelia) Faustina                     | 221                   | Dritte Gattin des Elagabal |
|  | Iulia Avita Mamaea                           | 222–235               | Mutter des Severus Alexander, Regentin 222–224 mit Julia Maesa                                                                                                 |
|  | Gnaea Seia Herennia Sallustia Barbia Orbiana | 225/227               | Gattin des Severus Alexander |
|  | Caecilia Paulina                             | 235/236(?)            | Gattin des Maximinus Thrax |
|  | Furia Sabinia Tranquillina                   | 241–244(?)            | Tochter des Timesitheus; Gattin des Gordian III. |
|  | Marcia Otacilia Severa                       | 244–248(?)            | Gattin des Philippus Arabs |
|  | Herennia Cupressenia Etruscilla              | 249–251               | Gattin des Decius, Regentin 251 |
|  | Gaia Cornelia Supera                         | 253                   | Gattin des Aemilianus |
|  | Cornelia Gallonia (Existenz unsicher)        | 253(?)–260(?)         | (Zweite) Gattin des Valerian |
|  | Cornelia Salonina Chrysogone                 | 254(?)–268(?)         | Gattin des Gallienus |
|  | Sulpicia Dryantilla                          | 260                   | Gattin des Regalianus |
|  | Septimia Zenobia                             | 272                   | Gattin des Septimius Odaenathus; Mutter des Vaballathus |
|  | Ulpia Severina                               | 274–275               | Gattin des Aurelian, Regentin 274–275 |
|  | Magnia Urbica                                | 283–285               | Gattin des Carinus |
|  | Galeria Valeria                              | 308(?)–314            | Tochter des Diokletian; Gattin des Galerius |
|  | Helena                                       | ca. 325–329           | Gattin des Constantius I., Mutter Konstantins I. |
|  | Flavia Maxima Fausta                         | 325 oder 324–326      | Tochter des Maximian; Gattin Konstantins I. |
|  | Constantina                                  | 335–354               | Tochter Konstantins I.; Gattin des Hannibalianus und später des Constantius Gallus                                                                             |
|  | Albia Domnica                                | 364–379               | Gattin des Valens, Regentin 378 |
|  | Aelia Flavia Flaccilla                       | 379–386               | Gattin des Theodosius |
|  | Aelia Eudoxia                                | 400–404               | Gattin des Arcadius |
|  | Galla Placidia                               | 421–422, 423–450      | Tochter des Theodosius, Schwester des Arcadius und des Honorius, Gattin wider Willen des Athaulf und des Constantius, Mutter des Valentinian, Regentin 425–437 |
|  | Licinia Eudoxia                              | 437–462               | Tochter des Theodosius II., Gattin des Valentinian und wider Willen des Petronius Maximus                                                                      |
|  | Aelia Zenonis                                | 475–476               | Gattin des Basiliskos |
|  | Euphemia                                     | 517 – 524             | Gattin des Justin I |
|  | Theodora I.                                  | 527–548               | Gattin des Justinian |
|  | Aelia Sophia                                 | 565 – nach 601        | Gattin des Justin II., Regentin 573–578 |